# Institut für Wasser-, Boden- und Lufthygiene
Das Institut für Wasser-, Boden- und Lufthygiene („WaBoLu“) war die erste und somit älteste Forschungsinstitution für Umwelthygiene in Deutschland und sogar in Europa. Das WaBoLu war eines von sieben Instituten des Bundesgesundheitsamtes und wurde nach dessen Auflösung im Jahr 1994 als Fachbereich V dem Umweltbundesamt angegliedert. Im Rahmen mehrerer Umorganisationen verlor es innerhalb weniger Jahre kurz vor seinem hundertsten Geburtstag seinen Namen und seine Eigenständigkeit. Die Aufgabe „Gesundheitliche Belange des Umweltschutzes“ wird heute in verschiedenen Fachgebieten des Umweltbundesamts wahrgenommen. Stammsitz des WaBoLu war seit 1913 das Institutsgebäude am Corrensplatz in Berlin-Dahlem. Hier befindet sich heute eine Dienststelle des Umweltbundesamtes.

## Aufgaben und Organisation
Die Aufgabe des Instituts für Wasser-, Boden- und Lufthygiene war es, die Zusammenhänge zwischen Umweltbeschaffenheit und menschlicher Gesundheit wissenschaftlich zu erforschen sowie Politik und Bevölkerung diesbezüglich zu beraten und aufzuklären. Das WaBoLu war die älteste und lange Zeit einzige staatliche Institution im Umweltbereich.
Organisatorisch war das Institut zuletzt in fünf Abteilungen mit nachgeordneten Fachgebieten gegliedert:
- Abteilung I: Spezielle Umwelthygiene, Humanökologie und Gesundheitstechnik;
- Abteilung II: Trink- und Betriebswasserhygiene („Trinkwasserabteilung“);
- Abteilung III: Abwasser und Umwelthygiene beim Gewässerschutz („Abwasserabteilung“);
- Abteilung IV: Lufthygiene („Luftabteilung“);
- Abteilung V: Bodenhygiene, Hygiene der Wassergewinnung („Boden- und Grundwasserabteilung“).

## Geschichte
Am 1. April 1901 wurde die Königliche Versuchs- und Prüfungsanstalt für Wasserversorgung und Abwasserbeseitigung gegründet und in gemieteten Räumen im Zentrum Berlins (Kochstraße 73) untergebracht. Die schnell wachsende Bedeutung insbesondere trinkwasser- und abwasserhygienischer Fragen sowie die steigende Zahl von Aufträgen und Proben machte recht bald einen Neubau erforderlich, der im März 1913 am Corrensplatz 1 in Berlin-Dahlem bezogen wurde. Dieses Gebäude blieb bis zur Auflösung des Instituts im Jahr 1999 sein Stammsitz.

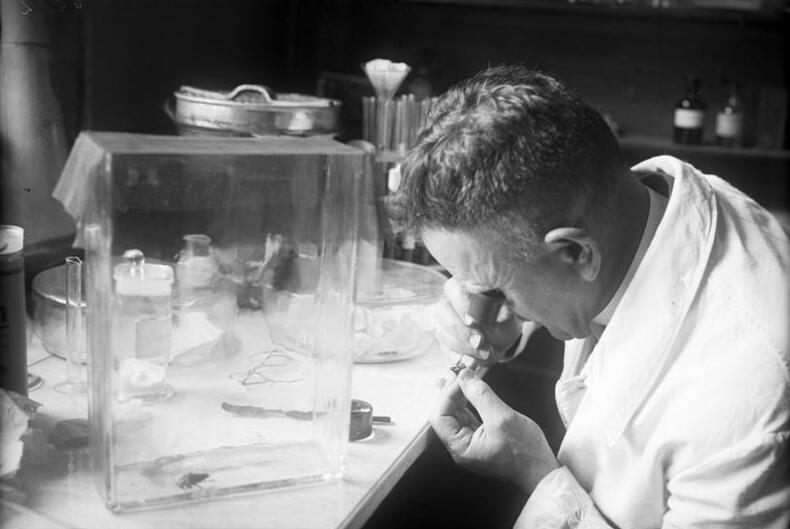
Preußische Landesanstalt für Wasser-, Boden- und Lufthygiene (Wirkung von Gift auf Küchenschaben) Juli 1928

Im Jahr 1913 wurde der Name der Anstalt geändert in Königliche Landesanstalt für Wasserhygiene. Die Ausweitung des Aufgabenbereichs auch auf die Bereiche Luft und Boden führten am 25. April 1923 zu einer weiteren Umbenennung in Preußische Landesanstalt für Wasser-, Boden- und Lufthygiene. 1934 wurde die Anstalt dem Reichsgesundheitsamt angegliedert und ab 1942 als Reichsanstalt für Wasser- und Luftgüte weitergeführt. Am Ende des Zweiten Weltkrieges und die ersten Jahre danach kam die Arbeit des Instituts praktisch völlig zum Erliegen.
Auf Befehl der Besatzungsmächte nahm das Institut die Arbeit wieder auf und wurde zunächst dem Magistrat der Stadt Berlin unterstellt, um im Bereich der Wasserversorgung und Abwasserentsorgung von Berlin tätig zu sein. Das Institut für Wasser-, Boden- und Lufthygiene, das Robert Koch-Institut sowie das Max von Pettenkofer-Institut wurden dann 1952 zum Bundesgesundheitsamt (BGA) vereint, dessen Präsidialabteilung anfänglich in Koblenz, ab 1958 in Berlin angesiedelt war.
Die politische Situation West-Berlins, die zunehmende Bedeutung umwelthygienischer Fragestellungen sowie die Notwendigkeit von Studien außerhalb Berlins führten zur Einrichtung von Außenstellen des WaBoLu. 1960 wurde eine Außenstelle in Düsseldorf eingerichtet, 1970 ein Versuchsfeld in Hattersheim bei Frankfurt am Main zur Untersuchung der Wirkungen von Luftverunreinigungen und 1973 eine Außenstelle in Frankfurt am Main für Fragen der Grundwasseranreicherung und Uferfiltration. Alle drei Außenstellen wurden ab 1983 in einem Laborneubau in Langen bei Frankfurt vereint. 1979 wurde zudem in Berlin-Marienfelde ein Versuchsfeld für spezielle Fragen der Umwelthygiene in Betrieb genommen, auf dem großmaßstäbliche Versuche zur Wassergewinnung und Abwasserbehandlung durchgeführt werden konnten. Nach der Wiedervereinigung kam 1991 schließlich die Forschungsstelle Bad Elster zum WaBoLu, eine Forschungsinstitution, die sich in der DDR mit trink- und badewasserhygienischen Fragen beschäftigt hatte.
Als das Bundesgesundheitsamt (Bundesoberbehörde des Gesundheitsressorts) 1994 aufgelöst wurde, wurde das WaBoLu mitsamt seinen Außenstellen in Berlin-Marienfelde, Langen und Bad Elster dem Umweltbundesamt (Bundesoberbehörde des Umweltressorts) als eigenständiger Fachbereich angegliedert und die Aufgabe „Gesundheitliche Belange des Umweltschutzes“ per Änderung des „Gesetzes über die Einrichtung eines Umweltbundesamtes“ dem Umweltbundesamt übertragen.
Umorganisationen innerhalb des Umweltbundesamtes wegen einzusparenden Personals und reduzierter Haushaltsmittel, aber auch wegen teilweise doppelter und unterschiedlicher Herangehensweisen an
Umweltfragen (Umweltbundesamt: Wie muss sich der Mensch verhalten, damit die Umwelt sauber bleibt?, WaBoLu: Wie muss die Umwelt beschaffen sein, damit der Mensch gesund bleibt?) und daraus resultierende Kontroversen führten 1999 zur völligen Eingliederung der Arbeitseinheiten des WaBoLu in das Umweltbundesamt und somit zum Verlust von Identität und Institutsbezeichnung.

## Versuchsfeld Berlin-Marienfelde
Das Versuchsfeld besteht aus großtechnischen Simulationsanlagen und einem neuen Laborgebäude. Erforscht wird nach einer chemikalienfreien Trinkwasseraufbereitung. Die großmaßstäblichen Anlagen erlauben naturnahe Experimente mit laborähnlicher Kontrollierbarkeit. Hier forschen etwa 60 Angestellte (Stand 2021) und darüber hinaus besteht Zusammenarbeit mit Hochschulen und Instituten. Beispielsweise wird hier geforscht zu Themen wie:
- Entfernung von Chrom
- Entfernung von Viren durch Membranfiltrationsmodule
- mobile Filteranlage für Katastropheneinsätze

Die Anlagen werden seit der Integration ins Umweltbundesamt weiter ausgebaut. U. a. gehören dazu:
- eine Fließ- und Stillgewässersimulationsanlage (FSA) (das alte Fließgerinnes umgebaut in eine Halle und eine Außenanlage),
- Simulationsanlagen für Ufer- und Langsamsandfiltration im Aquifer,
- eine Lysimeteranlage zur Simulation der Bodenpassage,
- ein Teststand für Trinkwasser-Desinfektionsverfahren,
- eine Anzuchtanlage für Cyanobakterien,
- Anschluss zur Gewinnung von Rohabwasser aus dem Berliner Kanalnetz,
- ein eigenes Wasserwerk,
- Versuchsteiche und eine Aquakulturanlage.

## Institutsleiter
- 1901–1910: Adolf Schmidtmann
- 1902–1920: Carl Günther
- 1910–1915: Rudolf Abel
- 1915–1917: Otto Finger
- 1917–1921: Max Beninde
- 1921–1934: Karl Thumm
- 1934–1938: Hans Lehmann
- 1938–1945: Friedrich Konrich
- 1945–1949: Ernst Tiegs
- 1949–1950: Herrmann Helfer
- 1950–1957: Erhard Nehring
- 1957–1959: Walther Liese
- 1960–1965: Erich Naumann
- 1965–1975: Fritz Höffken
- 1975–1983: Karl Aurand
- 1984–1987: Giselher von Nieding
- 1988–1999: Henning Lange-Asschenfeldt

## Veröffentlichungen
- Umwelt-Survey
- Reihe WaBoLu-Hefte (seit 1970)
- Zusammenarbeit mit dem Förderverein für Wasser-, Boden- und Lufthygiene: Schriftenreihe des Vereins für Wasser-, Boden- und Lufthygiene